# Charadriidae
Charadriidae este o familie de păsări migratoare din ordinul Charadriiformes. Sunt păsări care trăiesc pe malurile apelor (prundiș), fiind răspândite pe toate continentele. O caracteristică a acestor păsări este inversiunea caracterelor sexuale secundare, masculul ocupânduse în general cu clocitul ouălor și cu creșterea puilor, iar femelele executând dasurile nupțiale. Au o talie mai mare și penajul colorat mai viu. Păsările din familia Charadriidae consumă în general insecte, larve, viermi, crustacee, mai rar semințe vegetale.

## Descriere
Sunt păsări de mărime mică până la medie, cu corp compact, gât scurt și gros și aripi lungi, de obicei ascuțite, însă majoritatea speciilor au aripi mai late și mai rotunjite. Ciocul lor este, de obicei, drept și scurt, degetele de la picioare sunt scurte, degetul din spate poate fi redus sau absent, în funcție de specie. Majoritatea Charadriidae au, de asemenea, cozi relativ scurte, cu excepția prundărașului cu coadă ascuțită. În majoritatea genurilor, sexele sunt similare, apare foarte puțin dimorfism sexual între sexe. Dimensiunile lor variază de la falaropo comun cu 26 de grame și 14 cm, până la Vanellus miles, cu 368 de grame și 35 cm.

## Distribuție și habitat
Acestea sunt răspândite în toată lumea, în special în habitatele din apropierea apei, deși există unele excepții: de exemplu, Peltohyas australis preferă terenurile pietroase din deșerturile din centrul și vestul Australiei, iar prundărașul cu coadă ascuțită este adesea găsit în pășunile din America de Nord.

## Lista de genuri și specii
Familia conține 69 de specii care sunt împărțite în 10 genuri:
- Pluvialis (Brisson, 1760) (4 specii)
- Oreopholus (Jardine & Selby, 1835) (1 specie)
- Zonibyx (Reichenbach, 1852) (1 specie)
- Phegornis (Gray, 1847) (1 specie)
- Eudromias (Brehm, 1830) (1 specie)
- Charadrius (Linnaeus, 1758) (11 specii)
- Hoploxypterus (Bonaparte, 1856) (1 specie)
- Vanellus (Brisson, 1760) (23 specii)
- Erythrogonys (Gould, 1838) (1 specie)
- Peltohyas (Sharpe, 1896) (1 specie)
- Anarhynchus (Quoy & Gaimard, 1832) (24 specii)